# James Haskell
James Andrew Welbon Haskell (* 2. April 1985 in Windsor) ist ein ehemaliger englischer Rugby-Union-Spieler. Er spielte als Flügelstürmer oder Nummer Acht für die Northampton Saints und die englische Nationalmannschaft.
Haskell spielte bei den Six Nations 2007 erstmals für Englands Herrennationalmannschaft. Zuvor war er für die Saxons, die 7er-Nationalmannschaft sowie für die U21-, U19- und U18-Auswahlen aktiv. Bereits mit 18 Jahren wurde er zum ersten Mal in der englischen Meisterschaft für den Wasps RFC eingesetzt. In der Saison 2006/07 wurde er zum Stammspieler und kam in 25 Partien der Saison zum Einsatz. In jener Spielzeit gewannen die Wasps den Heineken Cup.
Haskell stand im Vorfeld der Weltmeisterschaft 2007 im Kader Englands, für das eigentliche Turnier wurde er jedoch nicht berücksichtigt. Unter dem neuen Nationaltrainer Martin Johnson gehört er zum Kern der englischen Auswahl. Im November 2008 spielte er in allen Spielen gegen die Teams der Südhemisphäre. Zur Saison 2009/10 verließ er die Wasps und wechselte nach Frankreich zu Stade Français. Auf die Saison 2011/12 hin wechselte Haskell nach Japan zu den Ricoh Black Rams. Anschließend wechselte er für die Saison 2012/13 zu den Highlanders nach Dunedin, Neuseeland. Ab 2013 spielte er wieder für die Wasps. Zur Saison 2018/2019 wechselte er zu den Northampton Saints.
Am 7. Mai 2019 verkündete er sein Rugby-Karriereende.
Nach seinem Karriereende wurde James Haskell als DJ und Produzent aktiv und veröffentlichte Songs auf dem renommierten Label Toolroom.